# El increíble Tony
El increíble Tony fue un programa cómico protagonizado por el actor argentino Osvaldo Pacheco, sátira de la serie El Increíble Hulk, que se emitió a fines de los 70s por ATC.

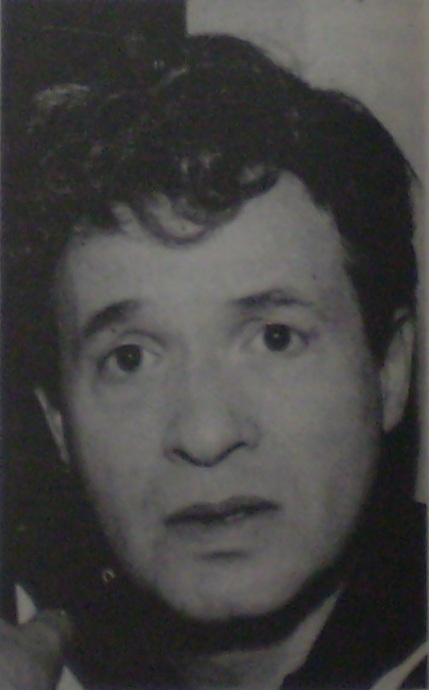
El actor Osvaldo Pacheco

## El programa
A fines de los años 70s la serie El increíble Hulk, protagonizada por Bill Bixby y Lou Ferrigno era un éxito televisivo. Fue entonces cuando los directivos del canal 7 de Argentina, rebautizado en ese momento como ATC (Argentina Televisora Color) tuvieron la idea de realizar un ciclo cómico en tono de parodia de la mencionada serie.
Los directivos pensaron en Carlos Moreno para el protagónico, pero no habiendo podido llegar a un acuerdo con él, tras un largo casting de actores, fue elegido para el papel el actor Osvaldo Pacheco. Los guiones estuvieron a cargo de Golo, quien en la década de los 60s ya había escrito libretos para los sketchs del célebre actor Pepe Biondi.  En lugar de crear nuevos argumentos Golo optó por adaptar los guiones que previamente había escrito para  Pepe Biondi, especialmente los del personaje "Pepe Galleta" donde él encaraba a un forzudo guapo.  El rol del forzudo alter ego de Tony estuvo a cargo del profesor Van Goor, fundador de varios centros de lucha e impulsor de la educación física en Argentina, quien se desempeñara más tarde como árbitro en el ciclo televisivo, "100% lucha".   El resultado fue un programa netamente extraño del cual no quedaron registros fílmicos.

## En la cultura popular
Durante el corto período en que duró el ciclo, Van Goor en su rol del otro yo de Tony, tendría un corto enfrentamiento ficticio, el cual terminaría en empate, con el personaje de La Momia, luchador de cach del ciclo televisivo "Titanes en el ring", durante uno de los almuerzos de Mirtha Legrand en el que tanto Pacheco y Martín Karadagián habían sido invitados en esa misma oportunidad.
Tras el fallecimiento de Pacheco, en el ciclo televisivo Mesa de Noticias se recreó al personaje del increíble Tony, con Jorge Troiani en el papel del monstruo.